# Рокосівська сільська рада
Рокосі́вська сільська́ ра́да — адміністративно-територіальна одиниця та орган місцевого самоврядування в Хустському районі Закарпатської області. Адміністративний центр — село Рокосово.

## Загальні відомості
- Територія ради: 96,22 км²
- Населення ради: 5 241 особа (станом на 2001 рік)
- Територією ради протікає річка Тиса

## Населені пункти
Сільській раді підпорядковані населені пункти:
- с. Рокосово
- с. Вертеп

## Склад ради
Рада складається з 30 депутатів та голови.
- Голова ради: Джуга Павло Іванович
- Секретар ради: Михайленко Любов Михайлівна

### Керівний склад попередніх скликань
| Прізвище, ім'я, по батькові | Основні відомості                                                                     | Дата обрання | Дата звільнення |
| --------------------------- | ------------------------------------------------------------------------------------- | ------------ | --------------- |
| Чоповдя Іван Іванович       | Сільський голова, 1950 року народження, член Всеукраїнського об'єднання «Батьківщина» | 26.03.2006   | 31.10.2010      |
| Джуга Павло Іванович        | Сільський голова, 1966 року народження, освіта середня спеціальна, безпартійний       | 31.10.2010   |                 |

Примітка: таблиця складена за даними сайту Верховної Ради України

### Депутати
За результатами місцевих виборів 2010 року депутатами ради стали:

#### За суб'єктами висування
| Суб'єкт висування | Кількість обраних депутатів | %   |
| ----------------- | --------------------------- | --- |
| Самовисування     | 30                          | 100 |

#### За округами
| № округу | Прізвище, ім'я, по батькові    | Дата визнання обраним | Освіта             | Партійна приналежність                        | Відомості про обраного депутата                                          |
| -------- | ------------------------------ | --------------------- | ------------------ | --------------------------------------------- | ------------------------------------------------------------------------ |
| 1        | Довжанин Сергій Михайлович     | 04.11.2010            | вища               | позапартійний                                 | Хустська пересувна механізована колона, електрик                         |
| 2        | Чухраля Іван Михайлович        | 04.11.2010            | середня            | позапартійний                                 | приватний підприємець                                                    |
| 3        | Барзул Наталія Михайлівна      | 04.11.2010            | вища               | позапартійна                                  | Хустська загальноосвітня школа І-ІІІ ст. № 5, вчитель                    |
| 4        | Шпірь Віктор Вікторович        | 04.11.2010            | вища               | позапартійний                                 | ПП «Глобус», менеджер                                                    |
| 5        | Шперик Іван Степанович         | 04.11.2010            | середня            | позапартійний                                 | приватний підприємець                                                    |
| 6        | Ківеждій Василь Васильович     | 04.11.2010            | середня            | позапартійний                                 | приватний підприємець                                                    |
| 7        | Луканець Мирослав Іванович     | 04.11.2010            | вища               | позапартійний                                 | тимчасово не працює                                                      |
| 8        | Палчей Віктор Андрійович       | 04.11.2010            | середня спеціальна | позапартійний                                 | Рокосівська сільська рада, землевпорядник                                |
| 9        | Лалакулич Віталій Любомирович  | 04.11.2010            | вища               | позапартійний                                 | тимчасово не працює                                                      |
| 10       | Попович Микола Миколайович     | 04.11.2010            | середня            | позапартійний                                 | тимчасово не працює                                                      |
| 11       | Джуга Артур Вікторович         | 04.11.2010            | вища               | член Всеукраїнського об'єднання «Батьківщина» | з/д станція м. Хуст, черговий                                            |
| 12       | Білецький Микола Золтанович    | 04.11.2010            | середня            | позапартійний                                 | Хустська пересувна механізована колона, газоелектрозварювальник          |
| 13       | Келемен Сергій Іванович        | 04.11.2010            | середня спеціальна | позапартійний                                 | приватний підприємець                                                    |
| 14       | Джуга Юрій Михайлович          | 04.11.2010            | середня спеціальна | позапартійний                                 | Хустський автодор                                                        |
| 15       | Чоповдя Іван Михайлович        | 04.11.2010            | середня спеціальна | позапартійний                                 | приватний підприємець                                                    |
| 16       | Дубровський Василь Михайлович  | 04.11.2010            | середня спеціальна | позапартійний                                 | приватний підприємець                                                    |
| 17       | Куцик Володимир Степанович     | 04.11.2010            | середня спеціальна | позапартійний                                 | Хустська дорожньо-експлуатаційна дільниця Закарпатоблавтодору, працівник |
| 18       | Тодавчич Віктор Вікторович     | 04.11.2010            | середня спеціальна | позапартійний                                 | приватний підприємець                                                    |
| 19       | Чийпеш Віктор Михайлович       | 04.11.2010            | середня спеціальна | позапартійний                                 | тимчасово не працює                                                      |
| 20       | Лалакулич Тетяна Іванівна      | 04.11.2010            | вища               | позапартійна                                  | Хустська міська рада, головний спеціаліст секретаріату                   |
| 21       | Медвидович Магдалина Василівна | 04.11.2010            | середня спеціальна | позапартійна                                  | пенсіонер                                                                |
| 22       | Поп Віктор Васильович          | 04.11.2010            | середня спеціальна | позапартійний                                 | приватний підприємець                                                    |
| 23       | Джуга Євгеній Іванович         | 04.11.2010            | вища               | позапартійний                                 | приватний підприємець                                                    |
| 24       | Білецький Іван Юрійович        | 04.11.2010            | середня спеціальна | позапартійний                                 | тимчасово не працює                                                      |
| 25       | Квак Віктор Михайлович         | 04.11.2010            | середня спеціальна | позапартійний                                 | тимчасово не працює                                                      |
| 26       | Михайленко Любов Михайлівна    | 04.11.2010            | середня            | позапартійна                                  | Рокосівська сільська рада, секретар                                      |
| 27       | Барзул Василь Михайлович       | 04.11.2010            | середня спеціальна | позапартійний                                 | Королівський кар'єр, механік                                             |
| 28       | Клювак Георгій Петрович        | 04.11.2010            | середня спеціальна | позапартійний                                 | пенсіонер                                                                |
| 29       | Роман Іван Іванович            | 04.11.2010            | вища               | позапартійний                                 | ПГ «Лісовий Дар», заступник директора                                    |
| 30       | Клювак Юрій Юрійович           | 04.11.2010            | вища               | позапартійний                                 | тимчасово не працює                                                      |